# Niponiosoma troglodytes
Niponiosoma troglodytes är en mångfotingart som beskrevs av Karl Wilhelm Verhoeff 1941. Niponiosoma troglodytes ingår i släktet Niponiosoma och familjen Niponiosomatidae. Inga underarter finns listade i Catalogue of Life.